# Dzitbalché
Dzitbalché es una ciudad del estado mexicano de Campeche, al noreste del territorio estatal. A partir del 1 de enero de 2021 se convirtió en la cabecera del nuevo municipio del mismo nombre.
Dzitbalché fue la segunda población más importante del municipio de Calkiní hasta finales de 2020, tras la cabecera municipal, recibió el rango de ciudad el 11 de octubre de 2001 por decreto del Congreso de Campeche. Su fundación se remonta a los años de 1443-1445 por los mayas, que inicialmente poblaron otros dos lugares cercanes, conocidos como Xmaykekén y Noh-Cah, finalmente se establecieron definitivamente en este sitio. Dzitbalché es una ciudad grande en el extremo norte del estado mexicano de Campeche. Se ubica en 20,32° N 90,05° O. En el censo de 2005 la población era de 10.951 habitantes, la sexta más grande de la comunidad en el estado. Aunque actualmente cuenta aproximadamente con el doble de población con la que contaba en dicho censo.

## Toponimia
Los mayas, cuando se establecieron aquí, denominaron el lugar: Jun ts'íit báalche', que en idioma maya significa "Un tallo grande de balché".

## Estructura económica
En Dzitbalché hay un total de 2350 hogares:
- De estos 2309 viviendas, 514 tienen piso de tierra y unos 351 consisten de una sola habitación.
- 1809 de todas las viviendas tienen instalaciones sanitarias, 2005 son conectadas al servicio público, 2200 tienen acceso a la luz eléctrica.
- La estructura económica permite a 153 viviendas tener una computadora, a 978 tener una lavadora y 1896 tienen una televisión.

## Educación escolar en Dzitbalché
Aparte de que hay 1722 personas analfabetas de 15 y más años, 159 de los jóvenes entre 6 y 14 años no asisten a la escuela.
De la población a partir de los 15 años, 1130 no tienen ninguna escolaridad, 3223 tienen una escolaridad incompleta, 933 tienen una escolaridad básica y 1868 cuentan con una educación post-básica.
Un total de 987 de la generación de jóvenes entre 15 y 24 años de edad han asistido a la escuela, la mediana escolaridad entre la población es de 6 años.